# 广西琴蛙
广西琴蛙（学名：Nidirana guangxiensis），一种于中华人民共和国广西壮族自治区南宁市武鸣区大明山地区发现的两栖动物，隶属于蛙科琴蛙属。其种加词“guangxiensis”意为“广西的”。

## 形态特征
广西琴蛙雄蛙体长40.2～47.6毫米，雌蛙体长49.9～51毫米。身体背部皮肤粗糙，呈棕色，具有一条浅棕色背中线，后半部分具有几个黑色斑点；体侧上部棕色具有小黑点，下部浅棕色；后肢具有橄榄色横纹；身体腹面光滑，为乳白色。